# Lai Ching-te

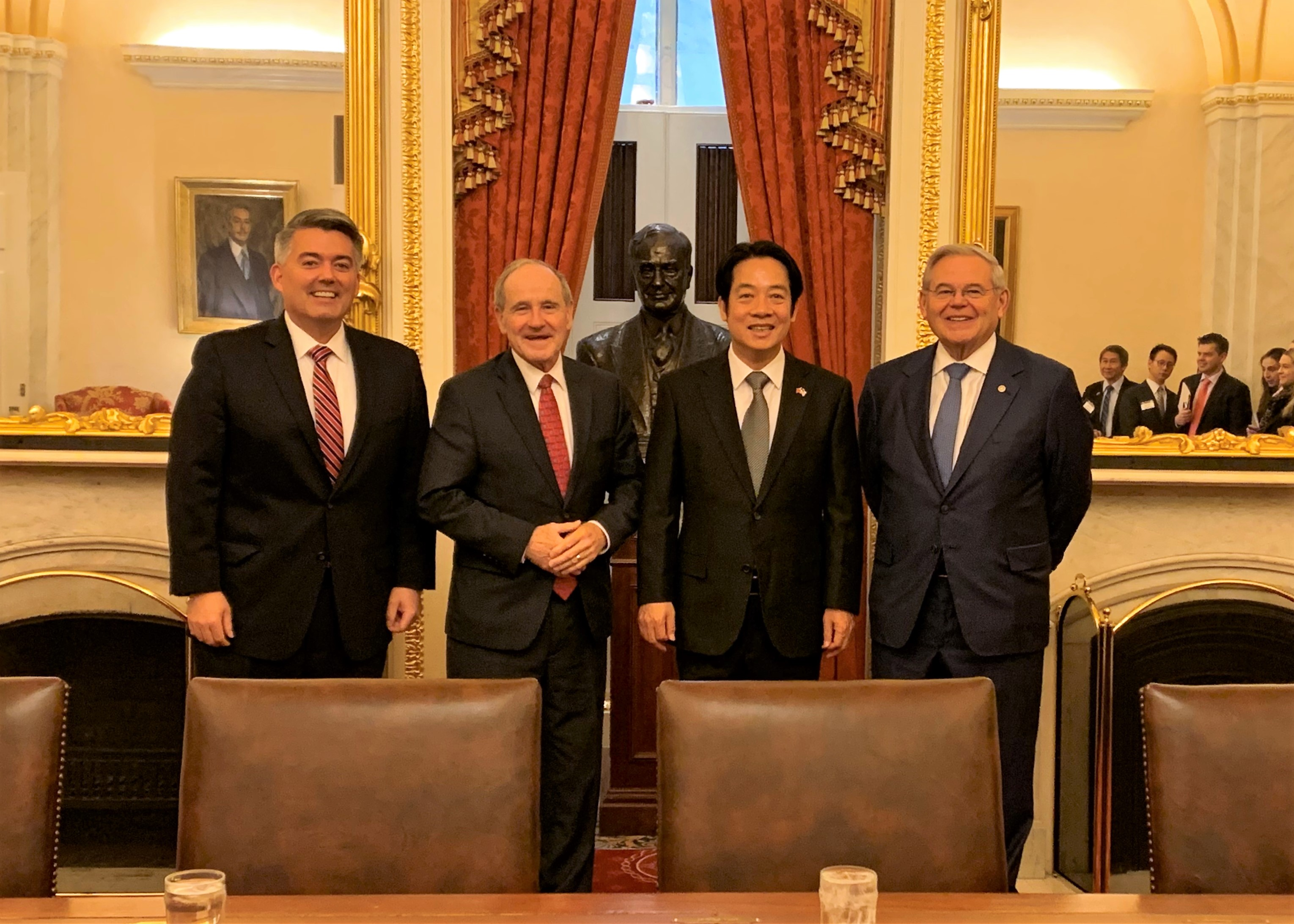
Lai (tweede van rechts) tijdens een bezoek aan het Amerikaanse Capitool in februari 2020.

Lai Ching-te, ook bekend als William Lai (Wanli, 6 oktober 1959), is een Taiwanees politicus van de Democratische Progressieve Partij (DPP). Sinds 2024 is hij de president van Taiwan. Eerder was hij al premier (2017–2019) en vicepresident (2020–2024) van zijn land. Sinds 2023 is hij de voorzitter van de DPP.

## Jeugd en opleiding
Lai werd op 6 oktober 1959 geboren in een mijnwerkersfamilie uit het district Wanli bij Taipei. Zijn vader overleed toen Lai enkele maanden oud was, waardoor zijn moeder alleen voor de opvoeding van hun vijf kinderen stond. Lai doorliep medische opleidingen aan verschillende universiteiten in de hoofdstad en specialiseerde zich in letsels aan het ruggenmerg.
In 1986 trouwde hij met Wu Mei-ju. Samen hebben ze twee kinderen.

## Parlementslid en burgemeester
In 1996 nam Lai als lid van de Democratische Progressieve Partij (DPP) deel aan de verkiezingen voor de Nationale Vergadering van Taiwan, waarin hij een zetel namens Tainan wist te bemachtigen. In 1998 werd hij verkozen als lid van de Wetgevende Yuan, opnieuw als vertegenwoordiger van Tainan. Hij bekleedde die functie van 1999 tot 2010 en bouwde in die tijd een reputatie op als goede politicus. In die hoedanigheid was hij onder andere betrokken bij diplomatieke missies naar Japan en de Verenigde Staten. Na de fusie van de stad Tainan met het arrondissement Tainan werd Lai verkozen als eerste burgemeester van de stad. In 2014 werd hij herkozen met 72,9% van de stemmen, een record sinds 1987.

## Premier en vicepresident
In 2017 volgde hij Lin Chuan op als premier van Taiwan. Lin was een jaar na zijn aantreden opgestapt om de dalende populariteit van president Tsai Ing-wen te counteren. Geleidelijk aan wonnen Tsai en de DPP weer aan krediet, onder meer door hun onafhankelijke standpunten ten opzichte van China. In 2019 stelde Lai zich kandidaat voor het presidentschap, maar hij overleefde de voorverkiezingen van zijn partij niet. Nadien aanvaardde hij wel het voorstel van Tsai om haar running mate te zijn. In 2020 werd Tsai herkozen als president, met Lai als vicepresident.

## President van Taiwan
In 2023 volgde Lai Tsai op als voorzitter van de DPP. Ook stelde hij zich opnieuw kandidaat om Tsai op te volgen als president. In aanloop naar de presidentsverkiezingen van 2024 werd de verkiezingscampagne getekend door een toename in de spanningen met China en een stroom aan nepnieuws vanuit China, met als doel de Taiwanese kiezers ervan te weerhouden voor Lai en de DPP te stemmen. Lai zelf werd bestempeld als een "separatist" en een "onruststoker". Desondanks won Lai de presidentsverkiezingen: hij behaalde ruim 40% van de stemmen. Daarmee was de DPP haar absolute meerderheid kwijt, maar Lai had nog steeds duidelijk meer stemmen dan zijn grootste uitdager Hou Yu-ih van de pro-Chinese Kwomintang (KMT).
In mei 2024 legde Lai de eed af als nieuwe president van Taiwan. In zijn eerste speech zei hij vast te houden aan de onafhankelijke koers van zijn voorganger al wil hij grote provocaties vermijden. Hij riep China op te stoppen met zijn intimidaties aan Taiwan en dat "[d]e toekomst van de Republiek China wordt bepaald door de 23 miljoen inwoners". Het Chinese Bureau voor Taiwanzaken reageerde dat Lai 'gevaarlijke' signalen afgeeft die de vrede en stabiliteit ondermijnen.